# Lysimachia inaperta
Lysimachia inaperta är en viveväxtart som beskrevs av C.M. Hu och F.N. Wei. Lysimachia inaperta ingår i släktet lysingar, och familjen viveväxter. Inga underarter finns listade i Catalogue of Life.